# Osman Hamdi Bey
Osman Hamdi Bey (30. prosince 1842 Istanbul – 24. února 1910 Istanbul) byl turecký průkopník archeologie, muzejnictví a moderního malířství. Byl zakladatelem Istanbulské akademie výtvarných umění (Sanayi-i Nefise Mektebi), dnes známé jako Univerzita výtvarných umění Mimara Sinana (Mimar Sinan Güzel Sanatlar Üniversitesi), stejně jako Istanbulských archeologických muzeí. Byl také prvním starostou města Kadıköy. Jako malíř reprezentoval v Orientu neobvyklý orientalismus, který poznal v Evropě. O tom, zda ho ve svých dílech ironizoval a podkopával, se vedou rozsáhlé intelektuální diskuse.

## Život
Byl synem velkovezíra Ibrahima Edhema Pašy (původem Řeka). Studoval práva, nejprve v Istanbulu (1856) a poté v Paříži (1860). Tam ho však vtáhl umělecký život, opustil studium práv a vyučil se u francouzských orientalistických malířů Jeana-Léona Gérôma a Gustava Boulangera. V Paříži strávil devět let. Vystavil tři obrazy na pařížské Světové výstavě v roce 1867, ty se však nedochovaly. V Paříži se také setkal s mnoha mladými osmanskými exulanty. Přestože byl vystaven jejich liberálním myšlenkám, neúčastnil se jejich politických aktivit, protože jako syn osmanského paši byl loajální k sultánovi a absolutismu. V Paříži také potkal svou první manželku Francouzku Marii, po návratu do Konstantinopole se roku 1869 vzali a měli dvě dcery (i jeho druhá žena byla Francouzka, seznámili se ve Vídni a měli tři dcery a jednoho syna).
Jakmile se vrátil do Turecka, byl poslán do osmanské provincie Bagdád jako součást administrativního týmu Midhata paši (jenž byl později, v letech 1876–1877, velkovezírem, než ho nahradil İbrahim Edhem Paša, tedy Osmanův otec). V roce 1871 se Osman Hamdi vrátil do Istanbulu jako zástupce ředitele Protokolu paláce. Během 70. let 19. století pracoval na několika úkolech ve vyšších patrech osmanské byrokracie. V roce 1875 byl jmenován prvním starostou Kadıköy a zůstal v této pozici jeden rok. V roce 1881 byl jmenován ředitelem Císařského muzea (Müze-i Hümayun). Svou pozici využil k rozvoji muzea, změně zákonů o starožitnostech a k vytvoření archeologických expedic. Navázal přitom významné mezinárodní vztahy, zejména s Pensylvánskou univerzitou.
V roce 1882 založil Akademii výtvarných umění, která poskytla první estetické a umělecké školení v hranicích Osmanské říše. Stal se jejím prvním ředitelem. V roce 1884 spoluprosadil nařízení zakazujícího pašování historických artefaktů do zahraničí (Asar-ı Atîka Nizamnamesi). Do té doby odváželi evropští sběratelé a muzejníci starořecké a mezopotámské památky z Turecka ve velkém, neboť místní muslimští správci si předislámských památek nevážili. Sám provedl první turecké vědecky podložené archeologické výzkumy, u hory Nemrut, ve chrámu Hekaté v Lagině nebo v libanonském Sidónu, kde mj. objevil proslulý a pozoruhodně zachovalý Alexandrův sarkofág (pojmenovaný podle původního předpokladu, že by v něm mohl ležet Alexandr Makedonský, který byl ale vyvrácen). Dnes je k vidění Istanbulských archeologických muzeích (İstanbul Arkeoloji Müzeleri), která rovněž založil Osman Hamdi, roku 1881, když chtěl vytvořit důstojný prostor právě pro své vykopávky. Muzeum bylo pro veřejnost otevřeno v roce 1891 a on se stal jeho ředitelem.
Po celou dobu této své vědecké a organizační činnosti vytrvale maloval. V jeho době to bylo vnímáno spíše jako osobní záliba, ovšem dnes jeho plátna patří k vysoce ceněným: V roce 2004 byl Hamdiho obraz z roku 1906 nazvaný Trenér želv vydražen za 5 milionů tureckých lir (přibližně 3,5 milionu amerických dolarů). Stal se tak nejdražším tureckým obrazem v historii a byl jím až do roku 2019. Motiv obrazu, na němž jedinec – patrně sám Hamdi – v mešitě cvičí želvy, bývá chápán jako Hamdiho sarkastický komentář ke svému okolí, svým snahám a pomalému modernizačnímu vývoji osmanské společnosti. O tom, zda obraz má nějaký symbolický význam, se ovšem vedou spory. Rekord z roku 2004 překonal v roce 2019 taktéž Hamdiho obraz, Dívka čtoucí z Koránu (1880), který se prodal v přepočtu za 7,8 milionu dolarů. Během autorova života byla jeho malířská díla vystavována častěji v Evropě než v Turecku. Po roce 1880 měl výstavy v Paříži, Vídni, Berlíně, Mnichově a Londýně. Byl prvním, kdo se odvážil porušit tureckou obrazovou tradici.